# Souleymane Sylla
Pour les articles homonymes, voir Sylla (homonymie).
Souleymane Sylla, né à Dakar, le 12 août 1991, est un acteur franco-sénégalais.

## Biographie
Souleymane Sylla est né au Sénégal où il passe sa petite enfance. Il a 8 ans quand la famille s'installe à Créteil. C’est au collège Simone de Beauvoir de cette même ville qu'il découvre le théâtre. Parallèlement à ses études à la Fac de Paris-Est-Creteil, il suit des cours de théâtre. Il abandonne son cursus universitaire pour intégrer le conservatoire Erik Satie du 7ème arrondissement puis, l’année suivante, le CNSAD.
Il participe aux dispositifs d’ouverture à la diversité dans le théâtre, notamment au TNS de Strasbourg. Repéré par la metteuse en scène Blandine Savetier, il est engagé sur le projet de feuilleton de l'Odyssée, présenté en 13 épisodes, en plein air, pendant le festival d'Avignon 2019.
À partir de 2013, on le voit dans plusieurs courts-métrages, parmi lesquels Anthropologie d'un homme moderne, Règlement de conte et Couper le voile, dans lesquels il joue des rôles majeurs.
Il passe à la réalisation en 2012 avec Mchinda, l'invaincu, suivi en 2015 par Le Costume et Les Princes de la ville en 2016.
En tête d’affiche, il tourne en Allemagne dans le téléfilm Penthesilea de Maximilian Villwock, et en Italie dans la comédie Tolo Tolo dans le rôle d'Oumar. Ce film remporte un grand succès.
En 2019, il apparaît dans le film de Jérémie Elkaïm, Ils sont vivants, qui ne sort en France que deux ans plus tard pour cause du confinements liés à la pandémie de Covid-19.

## Filmographie

### Cinéma

#### Longs métrages
- 2020 : Tolo Tolo de Checco Zalone : Oumar
- 2021 : Ils sont vivants de Jérémie Elkaïm

#### Courts métrages
- 2013 : Anthropologie d'un homme moderne de Julie Ropars : Simon
- 2013 : Couper le voile de Maximilian Villwock
- 2014 : Règlement de conte de Holy Fatma
- 2015 : Le Costume de Souleymane Sylla
- 2016 : Les Princes de la ville de Souleymane Sylla : Yaya
- 2016 : Les Roméos et Juliettes de Baya Belal et Elyssa Smiri : Souley
- 2016 : Panda III de Maximilian Villwock
- 2017 : La Répétition de Léa Frédeval : Stéphane
- 2017 : Mutter Dunkelheit de Maximilian Villwock
- 2018 : Shiny Happy People de Mathilde Petit : Manu
- 2018 : Bibimbap de Guilhem Amesland : Souleymane
- 2019 : Poseur de Margot Abascal : le gardien
- 2019 : Désir noir, une nuit proche de Dieu de Zak Kedzi : l'homme

### Réalisations et scénarios
- 2014 : Mchinda, l'invaincu
- 2015 : Le Costume
- 2016 : Les Princes de la ville

### Télévision

#### Téléfilm
- 2018 : Penthesilea de Maximilian Villwock : Latif

## Théâtre

### Comédien
- 2016 : Neverland de David Leon, mise en scène Blandine Savetier, au Théâtre Ouvert.
- 2017-2018 : Neige d'Orhan Pamuk, mise en scène Blandine Savetier, au TNS de Strasbourg, en tournée.
- 2017-2019 : Badine d'après Alfred de Musset, mise en scène Eva Doumbia, au Théâtre du Sémaphore de Port-de-Bouc, Théâtre national de Nice.
- 2019-2020 : L'Odyssée d'Homère, mise en scène Blandine Savetier, au Festival d'Avignon, Théâtre Paris-Villette.
- 2019-2020 : Les Bonnes de Jean Genet, mise en scène Robyn Orlin, Festival d'automne à Paris, en tournée.
- 2020-2021 : Le Iench d'Eva Doumbia, mise en scène de l'autrice, Théâtre des Deux Rives de Rouen, Cirque-Théâtre d'Elbeuf.
- 2021 : Nous entrerons dans la carrière d'après Georg Büchner, mise en scène Blandine Savetier, au TNS de Strasbourg.